# Fuzja dla Energii

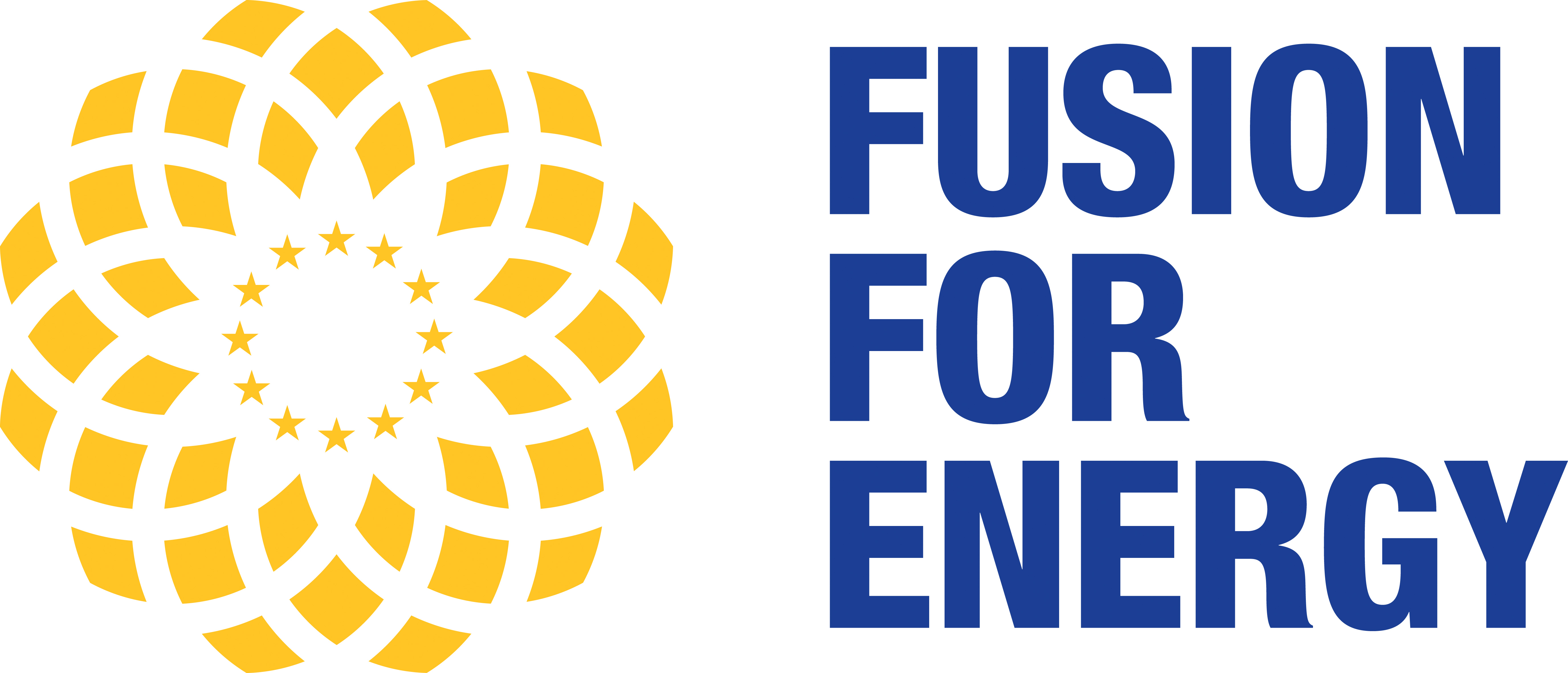
Logo Fuzji dla Energii

Europejskie Wspólne Przedsięwzięcie na rzecz Realizacji Programu ITER i Rozwoju Energii Termojądrowej, Fuzja dla Energii (ang. The European Joint Undertaking for ITER and the Development of Fusion Energy lub Fusion for Energy, F4E) – organizacja mająca na celu budowę eksperymentalnego reaktora termojądrowego (ITER) utworzona w ramach Euratomu 19 kwietnia 2007 roku na mocy decyzji Rady Europejskiej. Siedziba organizacji znajduje się w Barcelonie.

## Organizacja
Głównym ciałem decyzyjnym Fuzji dla Energii jest Rada Zarządzająca (Governing Board), w której przedstawicieli mają wszystkie kraje członkowskie unii, Euratom oraz kraje trzecie, które włączą się w budowę reaktora. Przed Radą odpowiadał Komitet Wykonawczy w skład którego wchodził Dyrektor, przewodniczący Rady oraz przewodniczący komitetów doradczych Rady Zarządzającej. Bezpośrednia działalność Fuzji dla Energii jest organizowana przez Dyrektora.
Panel Doradców Technicznych (Technical Advisory Panel, TAP) pełni ważną rolę wskazując radzie oraz komitetowi jaka działalność badawcza i techniczna może przyczynić się do realizacji celów organizacji. Pomaga zarządowi i dyrektorowi w kwestiach technicznych, naukowych i technologicznych związanych z ITER i przygotowaniami do demonstracyjnego reaktora termojądrowego (DEMO), w szczególności poprzez przygotowywanie opinii i zaleceń dotyczących celów i treści planów projektu, programów prac i ich ewentualnych korekt, monitorowanie technicznej realizacji planów projektu i programów prac, propagowanie spójności z działaniami badawczymi zaplanowanymi w europejskiej umowie rozwoju syntezy jądrowej (EFDA), udzielanie porad lub zaleceń dotyczących kwestii technicznych, naukowych i technologicznych.
Komitet do spraw Administracji i Zarządzania (Administration and Management Committee, AMC) udziela porad i rekomendacji Radzie Zarządzającej lub Dyrektorowi w sprawach związanych z planowaniem administracyjnym i finansowym F4E. AMC przygotowuje w szczególności opinie i zalecenia dotyczące budżetu, sprawozdań finansowych, planu projektu, programu prac, szacowania zasobów, zatrudnienia.
Komitet ds. Kontraktów i Grantów (Procurements and Contracts Committee), który zastąpił dotychczasowy Komitet Wykonawczy, zapewnia Dyrektorowi zalecenia dotyczące zamówień, umów i działań związanych z dotacjami. Komitet zaleca udzielanie zamówień o wartości większej niż 10 mln EUR i dotacji o wartości przekraczającej 4 mln EUR, opiniuje projekty umów na dostawy ITER między Fusion for Energy a Międzynarodową Organizacją ITER (Iter Organisation, IO), opiniuje strategie zaproponowane przez F4E w zakresie zamówień dla ITER.
Rada Zarządzająca zbiera się co pół roku. Do 2008 roku Polskę reprezentowali dr hab. Andrzej Gałkowski z Instytutu Fizyki Plazmy i Laserowej Mikrosyntezy oraz Leszek Grabarczyk z Ministerstwa Nauki. Od 2010 roku Polskę reprezentują dr Łukasz Ciupiński z Politechniki Warszawskiej, dr Jacek Rzadkiewicz z Narodowego Centrum Badań Jądrowych oraz Paulina Styczeń z Ministerstwa Nauki. Komitet Wykonawczy zbiera się 6 razy w roku. Komitet ds. Administracji i Zarządzania w skład którego wchodzą specjaliści w zakresie zarządzania projektami międzynarodowymi (z Polski Paulina Styczeń z Ministerstwa Nauki) spotyka się kilka razy w roku, zatwierdzając dokumenty przed ich rozpatrzeniem przez Radę. Panel Doradców Technicznych składa się z 12 naukowców posiadających doświadczenie niezbędne do budowy reaktora termojądrowego. Do roku 2017 polskim uczestnikiem panelu doradców technicznych był prof. Marek Rubel, absolwent Politechniki Warszawskiej prowadzący działania badawcze w Królewskim Instytucie Technologicznym w Szwecji. Od roku 2018 w pracach panelu udział bierze dr Marek Scholz z Instytutu Fizyki Jądrowej im. Henryka Niewodniczańskiego PAN. Komitet ds. Kontraktów i Grantów spotyka się kilka razy w roku. Polskim uczestnikiem prac w komitecie jest prof. Maciej Chorowski, profesor nadzwyczajny Politechniki Wrocławskiej, dyrektor Narodowego Centrum Badań i Rozwoju.

## Działalność
Działalność Fuzji dla Energii przewidziana jest na 35 lat. Podstawowe cele organizacji stanowią:
- organizacji europejskiej części projektu ITER,
- rozszerzenie współpracy między Euratomem i Japonią,
- wykorzystanie doświadczeń zdobytych w ITER do budowy reaktorów termojądrowych.

Według szacunków Fuzji dla Energii Europejski wkład w projekt ITER będzie wymagał wydatkowania 4,7 mld euro. Pieniądze te zostaną wykorzystane przez europejskie firmy technologiczne na badania, które pozwolą im stworzyć komponenty reaktora termojądrowego. Organizacja koordynuje działalność mającą doprowadzić do realizacji całego projektu. Niezależnie od tego czy energetyka termojądrowa okaże się najlepszym rozwiązaniem energetycznym problemów Europy, działalność Fuzji dla Energii podniesie innowacyjność unijnej gospodarki.